# Autoba
Autoba was een geslacht van vlinders van de familie van de Spinneruilen (Erebidae). Dit geslacht is een synoniem van Eublemma Hübner, 1821.

## Soorten die in dit geslacht waren geplaatst
- A. abrupta (Walker, 1865)
- A. alabastrata Warren, 1913
- A. angulifera Moore, 1882
- A. atriciliata (Hampson, 1910)
- A. brachygonia (Hampson, 1910)
- A. castanea (Hampson, 1910)
- A. coccidiphaga (Hampson, 1896)
- A. costimacula (Saalmüller, 1880)
- A. curvata Lucas, 1894
- A. dispar Warren, 1913
- A. dubia Butler, 1886
- A. gayneri Rothschild, 1901
- A. glaucochroa Turner
- A. griseicosta Warren, 1913
- A. grisescens Warren, 1913
- A. latistriga Warren, 1913
- A. leucograpta (Hampson, 1910)
- A. longiplaga Warren, 1913
- A. obscura Moore, 1892
- A. ochreola Hampson, 1910
- A. olivacea Walker, 1858
- A. pallidistriga Warren, 1913
- A. poliochroa (Hampson, 1910)
- A. pulvinariae Oliff, 1892
- A. radda (Swinhoe, 1901)
- A. reticulata (Hampson, 1896)
- A. rubiginea (Hampson, 1895)
- A. rubra (Hampson, 1902)
- A. rufipuncta Turner, 1902
- A. silicula (Swinhoe, 1897)
- A. sphragidota (Turner, 1902)
- A. subcinerea (Snellen, 1880)
- A. subolivalis (Mabille, 1893)
- A. trilinea (Joannis, 1909)
- A. tristalis (Leech, 1889)
- A. undilinea Warren, 1913
- A. versicolor Walker, 1863
- A. vestina (Swinhoe, 1904)
- A. vinotincta (Hampson, 1902)